# Liste der Kulturdenkmale im Landkreis Mansfeld-Südharz

Karte des Landkreises Mansfeld-Südharz

In der Liste der Kulturdenkmale im Landkreis Mansfeld-Südharz sind die Kulturdenkmale im Landkreis Mansfeld-Südharz aufgeführt. Grundlage der Einzellisten sind die in den jeweiligen Listen angegebenen Quellen. Die Angaben in den einzelnen Listen ersetzen nicht die rechtsverbindliche Auskunft der zuständigen Denkmalschutzbehörde.
Diese Liste ist eine Teilliste der Liste der Kulturdenkmale in Sachsen-Anhalt.

## Aufteilung
Wegen der großen Anzahl von Kulturdenkmalen im Landkreis Mansfeld-Südharz ist diese Liste in Teillisten nach den Städten und Gemeinden aufgeteilt.
| Karte | Kulturdenkmale in …       | Denkmale        |
| ----- | ------------------------- | --------------- |
|       | Ahlsdorf                  | Dorfkirche      |
|       | Allstedt                  | Schacht         |
|       | Arnstein                  | Rathaus         |
|       | Benndorf                  | Eisenbahnanlage |
|       | Berga                     | Straßenzug      |
|       | Blankenheim               | Gutshof         |
|       | Bornstedt                 | Gutshaus        |
|       | Brücken-Hackpfüffel       | Dorfkirche      |
|       | Edersleben                | Pfarrhaus       |
|       | Gerbstedt                 | Halde           |
|       | Helbra                    | Geschäftshaus   |
|       | Hergisdorf                | Kirche          |
|       | Hettstedt                 | Burg            |
|       | Kelbra (Kyffhäuser)       | Brauerei        |
|       | Klostermansfeld           | Park            |
|       | Lutherstadt Eisleben      | Ortsansicht     |
|       | Mansfeld                  | Denkmal         |
|       | Sangerhausen              | Rathaus         |
|       | Seegebiet Mansfelder Land | Distanzstein    |
|       | Südharz                   | Alte Münze      |
|       | Wallhausen                | Schloss         |
|       | Wimmelburg                | Hüttenwerk      |